# Provincia della Nuova Britannia Orientale
La Nuova Britannia Orientale è una provincia della Papua Nuova Guinea appartenente alla regione delle Isole.

## Geografia antropica

### Suddivisioni amministrative
La provincia è suddivisa in distretti, che a loro volta sono suddivisi in aree di governo locale (Local Level Government Areas).
| Distretto            | Capoluogo | Aree LLG                   |
| -------------------- | --------- | -------------------------- |
| Distretto di Gazelle | Kerevat   | Central Gazelle Rural      |
| Distretto di Gazelle | Kerevat   | Inland Baining Rural       |
| Distretto di Gazelle | Kerevat   | Lassul Baining Rural       |
| Distretto di Gazelle | Kerevat   | Livuan-Reimber Rural       |
| Distretto di Gazelle | Kerevat   | Toma-Vunadidir Rural       |
| Distretto di Kokopo  | Kokopo    | Bitapaka Rural             |
| Distretto di Kokopo  | Kokopo    | Duke of York Rural         |
| Distretto di Kokopo  | Kokopo    | Kokopo-Vunamami Urban      |
| Distretto di Kokopo  | Kokopo    | Raluana Rural              |
| Distretto di Pomio   | Pomio     | Central-Inland Pomio Rural |
| Distretto di Pomio   | Pomio     | East Pomio Rural           |
| Distretto di Pomio   | Pomio     | Melkoi Rural               |
| Distretto di Pomio   | Pomio     | Sinivit Rural              |
| Distretto di Pomio   | Pomio     | West Pomio-Mamusi Rural    |
| Distretto di Rabaul  | Rabaul    | Balanataman Rural          |
| Distretto di Rabaul  | Rabaul    | Kombiu Rural               |
| Distretto di Rabaul  | Rabaul    | Rabaul Urban               |
| Distretto di Rabaul  | Rabaul    | Watom Island Rural         |